# Munka-Ljungby socken
Munka-Ljungby socken i Skåne ingick i Norra Åsbo härad, ingår sedan 1971 i Ängelholms kommun och motsvarar från 2016 Munka Ljungby distrikt.
Socknens areal är 46,37 kvadratkilometer varav 45,95 land. År 2000 fanns här 3 707 invånare. Tätorten Munka-Ljungby med sockenkyrkan Munka-Ljungby kyrka  ligger i socknen.

## Administrativ historik
Socknen har medeltida ursprung. 
Vid kommunreformen 1862 övergick socknens ansvar för de kyrkliga frågorna till Munka-Ljungby församling och för de borgerliga frågorna bildades Munka-Ljungby landskommun. Landskommunen utökades 1952 och uppgick 1971 i Ängelholms kommun. Församlingen uppgick 2006 i Munka Ljungby församling.
1 januari 2016 inrättades distriktet Munka Ljungby, med samma omfattning som församlingen hade 1999/2000.  
Socknen har tillhört län, fögderier, tingslag och domsagor enligt vad som beskrivs i artikeln Norra Åsbo härad. De indelta soldaterna tillhörde Norra skånska infanteriregementet, Norra Åsbo kompani.

## Geografi
Munka-Ljungby socken ligger öster om Ängelholm med Rönne å i sydväst. Socknen är en odlad slättbygd med inslag av skog i öster.
Byar: Aggarp, Axtorp, Boje, Ellekärr, Ellenberga, Heagård, Hillarp, Hunseröd, Hålan, Kroppåkra, Munka-Ljungby, Rävatofta, Sågmöllan, Tingberg och Torvgårda.
Gårdar: Kollinge, Neuhof, Pråmhuset och Ågård.
Herrgård: Skillinge.
Övriga platser: Ekebo, Röamölla, Rössjöfors och Skälderhus.

## Fornlämningar
Ett gravröse från brons- järnåldern är funnet.

## Namnet
Namnet skrevs 1560 Munckeliungbye och kommer från kyrkbyn. Efterleden innehåller ljung, 'ljunghed' och by, 'gård; by'. Förleden Munka- kan sammanhänga med det närbelägna Herrevadskloster.

## Kända personer
- Alfred Andersson i Munka-Ljungby, politiker
- Elof Andersson, politiker
- Jarl Borssén, skådespelare och komiker
- Carl Brodde, friidrottare
- Katinka Husberg, konstnär
- Ingvar Eriksson, politiker
- Hans Birger Hammar, präst
- Johan Jönsson i Axtorp, politiker
- Augustin Leijonsköld, ämbetsman
- Vilhelm Sefve-Svensson, folkskollärare och körledare
- Ragnar Skanåker, pistolskytt
- Thomas Uhrberg, travkusk och travtränare
- Eva Wigforss, lärare och samhällsdebattör
- Nils Witthoff, politiker
- Nils Otto Zebeck, målarmästare och grafiker